# تشارلز بريكينريدغ فارس
تشارلز بريكينريدغ فارس هو محامي وقاضي وسياسي أمريكي، ولد في 1867 في تشارلزتون في الولايات المتحدة، وتوفي في 18 ديسمبر 1938. انتخب قاضي محكمة الاستئناف الأمريكية للدائرة الاتحادية ‏ وانتخب عضو مجلس نواب ولاية ميزوري ‏.